# Gerardo Amílcar Ortiz
Gerardo Amílcar Ortiz Zarza (Encarnación, Paraguay, 25 de marzo de 1989) es un futbolista paraguayo. Juega como arquero y actualmente es arquero de Club Nacional de la Primera División de Paraguay

## Trayectoria

### Biografía
Gerardo con tan solo 14 años de edad partió de su natal Paraguay para cumplir su sueño de ser futbolista, tomando rumbo a territorio Argentino.
Además de ser futbolista, Gerardo es comunicador social y modelo. Además ha declarado en varias oportunidades su deseo de jugar en el Club Cerro Porteño, del cual es hincha.

### Inicios
Entre 2003 y 2010 integraría las divisiones menores del equipo argentino Quilmes.
Para el segundo semestre de 2010 es cedido desde el equipo 'cervecero' al Rubio Ñu donde logra debutar profesionalmente habiendo disputado 2 encuentros.
A inicios de 2011 retorna a Quilmes donde se mantiene hasta mediados del 2012 sin haber sumado minutos en cancha. El último semestre de 2012 ficha con Olimpia donde igualmente no jugaría ningún encuentro.

### Sol de América
Ficharía con Sol de América en 2013 donde se mantiene con un muy buen nivel hasta 2018.

## Selección
- Paraguay Sub-20 (2009); 1 partido.[1]

#### Participaciones en Copa América
| Torneo            | Sede   | Resultado        | Partidos | Goles |
| ----------------- | ------ | ---------------- | -------- | ----- |
| Copa América 2021 | Brasil | Cuartos de final | 0        | 0     |

## Clubes
| Club           | País       | Año             | Partidos   |
| Inferiores     | Inferiores | Inferiores      | Inferiores |
| -------------- | ---------- | --------------- | ---------- |
| Quilmes        | Argentina  | 2003 - 2010     | --         |
| Profesional    |            |                 |            |
| Rubio Ñu       | Paraguay   | 2010            | 2          |
| Quilmes        | Argentina  | 2011 - 2012     | 0          |
| Olimpia        | Paraguay   | 2012            | 0          |
| Sol de América | Paraguay   | 2013 - 2018     | 131        |
| Once Caldas    | Colombia   | 2019 - Presente | 110        |